# Mali i olympiska sommarspelen 2016
Mali deltog med sex deltagare vid de olympiska sommarspelen 2016 i Rio de Janeiro. Ingen av landets deltagare erövrade någon medalj.

## Friidrott
Förkortningar
- Notera– Placeringar avser endast det specifika heatet.
- Q = Tog sig vidare till nästa omgång
- q = Tog sig vidare till nästa omgång som den snabbaste förloraren eller, i fältgrenarna, genom placering utan att nå kvalgränsen
- NR = Nationellt rekord
- N/A = Omgången fanns inte i grenen
- Bye = Idrottaren behövde inte tävla i omgången

Herrar
Fält
| Idrottare          | Gren              | Kval    | Kval      | Final            | Final            |
| Idrottare          | Gren              | Distans | Placering | Distans          | Placering        |
| ------------------ | ----------------- | ------- | --------- | ---------------- | ---------------- |
| Mamadou Chérif Dia | Herrarnas tresteg | 16,47   | 24        | Gick inte vidare | Gick inte vidare |

Damer
Bana och väg
| Idrottare      | Gren               | Heat     | Heat      | Semifinal        | Semifinal        | Final            | Final            |
| Idrottare      | Gren               | Resultat | Placering | Resultat         | Placering        | Resultat         | Placering        |
| -------------- | ------------------ | -------- | --------- | ---------------- | ---------------- | ---------------- | ---------------- |
| Djénébou Danté | Damernas 400 meter | 52,85    | 5         | Gick inte vidare | Gick inte vidare | Gick inte vidare | Gick inte vidare |

## Judo
| Idrottare     | Gren                           | Omgång 1             | Omgång 2              | Omgång 3             | Kvartsfinaler        | Semifinaler          | Återkval             | Final / BM           | Final / BM       |
| Idrottare     | Gren                           | Motståndare Resultat | Motståndare Resultat  | Motståndare Resultat | Motståndare Resultat | Motståndare Resultat | Motståndare Resultat | Motståndare Resultat | Placering        |
| ------------- | ------------------------------ | -------------------- | --------------------- | -------------------- | -------------------- | -------------------- | -------------------- | -------------------- | ---------------- |
| Ayouba Traoré | Herrarnas halv tungvikt −100kg | Bye                  | Maret (FRA) L 000–100 | Gick inte vidare     | Gick inte vidare     | Gick inte vidare     | Gick inte vidare     | Gick inte vidare     | Gick inte vidare |

## Simning
| Idrottare            | Gren                      | Heat  | Heat      | Semifinal        | Semifinal        | Final            | Final            |
| Idrottare            | Gren                      | Tid   | Placering | Tid              | Placering        | Tid              | Placering        |
| -------------------- | ------------------------- | ----- | --------- | ---------------- | ---------------- | ---------------- | ---------------- |
| Oumar Touré          | Herrarnas 100 m fjärilsim | 57,56 | 41        | Gick inte vidare | Gick inte vidare | Gick inte vidare | Gick inte vidare |
| Fatoumata Samassékou | Damernas 50 m frisim      | 33,71 | =81       | Gick inte vidare | Gick inte vidare | Gick inte vidare | Gick inte vidare |

## Taekwondo
| Idrottare        | Gren             | Åttondelsfinaler     | Kvartsfinaler        | Semifinaer           | Återkval             | Final                | Final            |
| Idrottare        | Gren             | Motståndare Resultat | Motståndare Resultat | Motståndare Resultat | Motståndare Resultat | Motståndare Resultat | Placering        |
| ---------------- | ---------------- | -------------------- | -------------------- | -------------------- | -------------------- | -------------------- | ---------------- |
| Ismaël Coulibaly | Herrarnas −80 kg | Beigi (AZE) L 6–13   | Gick inte vidare     | Gick inte vidare     | Gick inte vidare     | Gick inte vidare     | Gick inte vidare |